# Landkreis Gablonz an der Neiße

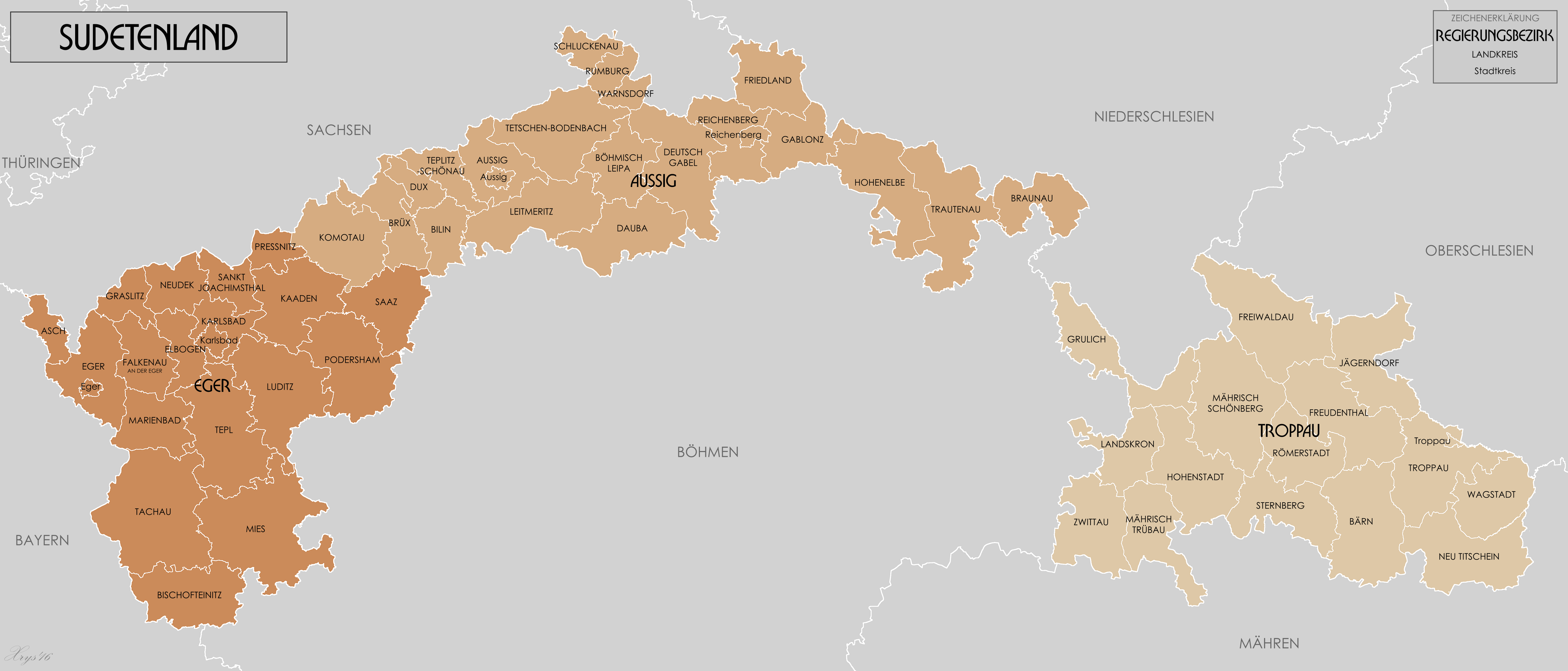
Verwaltungskarte des Reichsgaus Sudetenland

Der deutsche Landkreis Gablonz an der Neiße bestand in der Zeit zwischen 1938 und 1945. Er umfasste am 1. Januar 1945 sechs Städte
- Gablonz an der Neiße
- Johannesberg
- Morchenstern
- Reichenau
- Tannwald (Isergebirge)
- Wiesenthal an der Neiße

und 29 weitere Gemeinden.
Das Gebiet des Landkreises Gablonz an der Neiße hatte am 1. Dezember 1930 113.464 Einwohner, am 17. Mai 1939 waren es 98.006 und am 22. Mai 1947 67.373 Bewohner.

## Verwaltungsgeschichte

### Tschechoslowakei / Deutsche Besatzung
Vor dem Münchner Abkommen vom 29. September 1938 gehörten die politischen Bezirke Jablonec nad Nisou und Semily zur Tschechoslowakei.
In der Zeit vom 1. bis zum 10. Oktober 1938 besetzten deutsche Truppen das Sudetenland. Die politischen Bezirke Jablonec nad Nisou und Semily (teilweise) trugen fortan die früheren deutsch-österreichischen Bezeichnungen Gablonz an der Neiße und Semil. Der politische Bezirk Gablonz an der Neiße umfasste die Gerichtsbezirke Gablonz an der Neiße und Tannwald. Der deutsch gewordene Teil des politischen Bezirkes Semil – ohne die gleichnamige Stadt – umfasste die zum Deutschen Reich gehörenden Gemeinden und Gemeindeteile der Gerichtsbezirke Eisenbrod und Hochstadt. Seit dem 20. November 1938 führten die politischen Bezirke Gablonz an der Neiße und Semil die Bezeichnung „Landkreis“. Sie unterstanden bis zu diesem Tage dem Oberbefehlshaber des Heeres, Generaloberst Walther von Brauchitsch, als Militärverwaltungschef.

### Deutsches Reich
Am 21. November wurde das Gebiet der Landkreise Gablonz an der Neiße und Semil (teilweise) förmlich in das Deutsche Reich eingegliedert und kam zum Verwaltungsbezirk der Sudetendeutschen Gebiete unter dem Reichskommissar Konrad Henlein.
Sitz der Kreisverwaltung wurde die Stadt Gablonz an der Neiße.
Ab dem 15. April 1939 galt das Gesetz über den Aufbau der Verwaltung im Reichsgau Sudetenland (Sudetengaugesetz). Danach kamen die Landkreise Gablonz an der Neiße und Semil (teilweise) zum Reichsgau Sudetenland und wurden dem neuen Regierungsbezirk Aussig zugeteilt.
Zum 1. Mai 1939 wurde eine Neugliederung der teilweise zerschnittenen Kreise im Sudetenland verfügt. Danach blieb der Landkreis Gablonz an der Neiße in seinen bisherigen Grenzen erhalten. Er erhielt ferner den Restkreis Semil. Zusätzlich wurden in den Landkreis Gablonz an der Neiße eingegliedert:
- die zum Deutschen Reich gehörenden Gemeindeteile der Gemeinde Friedstein (teilweise)1 des Landkreises Turnau,
- die Gemeinden Harrachsdorf, Pasek und Woleschnik aus dem Landkreis Starkenbach (Rest),
- die Ortschaft Kohlstadt der Gemeinde Hermannsthal aus dem Landkreis Reichenberg,
- die Ortschaft Klein Iser der Gemeinde Weißbach aus dem Landkreis Friedland.

Bei diesem Zustand blieb es bis zum Ende des Zweiten Weltkriegs.
Ab 1945 gehörte das Gebiet zunächst wieder zur Tschechoslowakei. Heute ist es ein Teil der Tschechischen Republik.

## Landräte
1939–1945: Rudolf Kriele (1900–1973)

## Kommunalverfassung
Bereits am Tag vor der förmlichen Eingliederung in das Deutsche Reich, nämlich am 20. November 1938, wurden alle Gemeinden der Deutschen Gemeindeordnung vom 30. Januar 1935 unterstellt, welche die Durchsetzung des Führerprinzips auf Gemeindeebene vorsah. Es galten fortan die im bisherigen Reichsgebiet üblichen Bezeichnungen, nämlich statt:
- Ortsgemeinde: Gemeinde,
- Marktgemeinde: Markt,
- Stadtgemeinde: Stadt,
- Politischer Bezirk: Landkreis.

## Ortsnamen
Es galten die bisherigen Ortsnamen weiter, und zwar in der deutsch-österreichischen Fassung von 1918.
1942 fanden noch folgende Gebietsänderungen statt:
- Zusammenschluss der Gemeinden Antoniwald, Josephsthal, Markt und Unter Maxdorf zur neuen Gemeinde Iserwald,
- Zusammenschluss der Stadt Schumburg an der Desse (Ortsteil Swarow) und der Gemeinden Groß Hammer, Markt, Haratitz, Markt und Plaw zur neuen Gemeinde Großhammer (Isergebirge),
- Zusammenschluss der Städte Schumburg an der Desse (ohne Ortsteil Swarow) und Tannwald zur neuen Stadt Tannwald (Isergebirge).

## Städte und Gemeinden
Stand 1. Juli 1941
- Albrechtsdorf (Albrechtice v Jizerských horách)
- Antoniwald (Antonínov)
- Daleschitz (Dalešice u Jablonce nad Nisou)
- Dessendorf, Markt (Desná)
- Gablonz an der Neiße, Stadt (Jablonec nad Nisou)
- Gränzendorf (Hraničná)
- Großhammer, Markt (Velké Hamry)
- Grünwald an der Neiße (Mšeno nad Nisou)
- Haratitz (Haratice)
- Harrachsdorf (Harrachov)
- Hennersdorf (Jindřichov nad Nisou)
- Johannesberg, Stadt (Janov nad Nisou)
- Josefsthal, Markt (Josefův Důl)
- Klein Iser (Jizerka)
- Kukan, Markt (Kokonín)
- Labau (Huť)
- Lautschnei (Loučná nad Nisou)
- Luxdorf (Lukášov)
- Marschowitz (Maršovice u Jablonce nad Nisou)
- Morchenstern, Stadt (Smržovka)
- Neudorf (Nová Ves nad Nisou)
- Ober Maxdorf (Horní Maxov)
- Pasek (Paseky nad Jizerou)
- Plaw (Plavy)
- Polaun, Markt (Polubný)
- Proschwitz an der Neiße (Proseč nad Nisou)
- Puletschnei (Pulečný)
- Radl (Rádlo)
- Reichenau, Stadt (Rychnov u Jablonce nad Nisou)
- Reiditz (Rejdice)
- Reinowitz (Rýnovice)
- Schlag (Jablonecké Paseky)
- Schumburg an der Desse, Stadt (Šumburk nad Desnou)
- Schumburg-Gistej (Jistebsko)
- Seidenschwanz (Vrkoslavice)
- Stefansruh (auch Prichowitz), Markt (Příchovice)
- Tannwald, Stadt (Tanvald)
- Unter Maxdorf (Dolní Maxov)
- Wiesenthal an der Neiße, Stadt (Lučany nad Nisou)
- Woleschnitz (Zlatá Olešnice u Tanvaldu)